# Pierre-Vincent Bertin
Pour les articles homonymes, voir Bertin.
Pierre-Vincent Bertin, né à Reims le 1er novembre 1653 et mort à Paris le 11 décembre 1711, est un financier et amateur d'art français.

## Biographie
Pierre-Vincent Bertin, seigneur d’Armenonville, était le fils de l’avocat Nicolas Bertin (v. 1626 – v. 1667) et de Catherine Vincent (décédée le 21 novembre 1686). Sa famille est issue des Bertin et des Regnault de Reims. Successivement trésorier général de la chancellerie en 1678, trésorier puis secrétaire du roi et son receveur général des parties casuelles, « [...] il avoit encore cette charge en 1702, mais plus tard, sa fortune monta. Le Régent, dès son arrivée au pouvoir, le fit un de ses plus intimes conseillers en matière de finance. En 1697, il quitta la rue Neuve-Saint-Augustin pour la rue Saint-Honoré, où il avoit acheté, pour l'embellir encore, le bel hôtel du doyen des conseillers d'État, Henri Pussort [...] » (cf. l'article Armenonville).
Par cette citation du Livre commode des adresses de Paris, on sait que sa fortune permit à Bertin d’acquérir en 1697 l’hôtel de Noailles, qui fut revendu par son fils, Louis-Charles Bertin de Blagny (Paris, 27 mars 1695 – Paris, 24 octobre 1742 ; conseiller au Grand-Conseil, maître des requêtes de l'Hôtel, trésorier et receveur général des Casuels, sire des Coudrais-lez-Ethioles, père d'Auguste-Louis), au duc Adrien-Maurice de Noailles. Bertin épousera, le 18 avril 1690, Jeanne Françoise Elisabeth de Sauvion (1674 – Paris, 20 juillet 1712), fille de Jean-Baptiste de Sauvion (26 septembre 1643 – octobre 1729), écuyer, et Françoise Geneviève Renouard de La Touranne. 
Sous la Régence, sa fonction l’appela à collaborer avec le duc d'Orléans, ce que le marquis de Dangeau rapporte dans son fameux Journal de la cour : « Vendredi 27 septembre 1715. M. le duc d’Orléans travaille presque tous les jours ou avec les gardes du Trésor royal, chez qui à l’avenir tout l’argent sera porté, ou avec Bertin, trésorier des parties casuelles, et Couturier est toujours présent à ces audiences-là. Ce prince veut travailler tous les jours jusqu’à quatre heures après midi… ».

## Bertin, amateur d'art
Bertin était un collectionneur avisé. De son cabinet de curiosités, on ne connaît que peu de choses sinon qu’il contenait plusieurs tableaux qui font la gloire de plusieurs collections mondiales. Ainsi, aux côtés d'une Adoration des Mages de Véronèse on pouvait voir la Judith de Giorgione (Saint-Pétersbourg, musée de l’Ermitage) ainsi que le Noli me tangere du Titien. Bertin avait également acquis, du propre cabinet de Colbert de Seignelay, un Christ apparaissant à la Madeleine toujours par le Titien ainsi que la Léda de Paul Véronèse que lui racheta le Régent.

« Les meubles et les curiosités qui se trouvent chez lui sont d’un choix extraordinaire ; mais les rares tableaux des plus fameux maîtres que l’on y a veu [sic] pendant quelques années ont passé depuis peu dans d’autres mains. Le Brun, riche marchand, qui demeure assez proche de la Monnoie, en a eu la plus grande partie, que l’on peut alles voir chez lui »

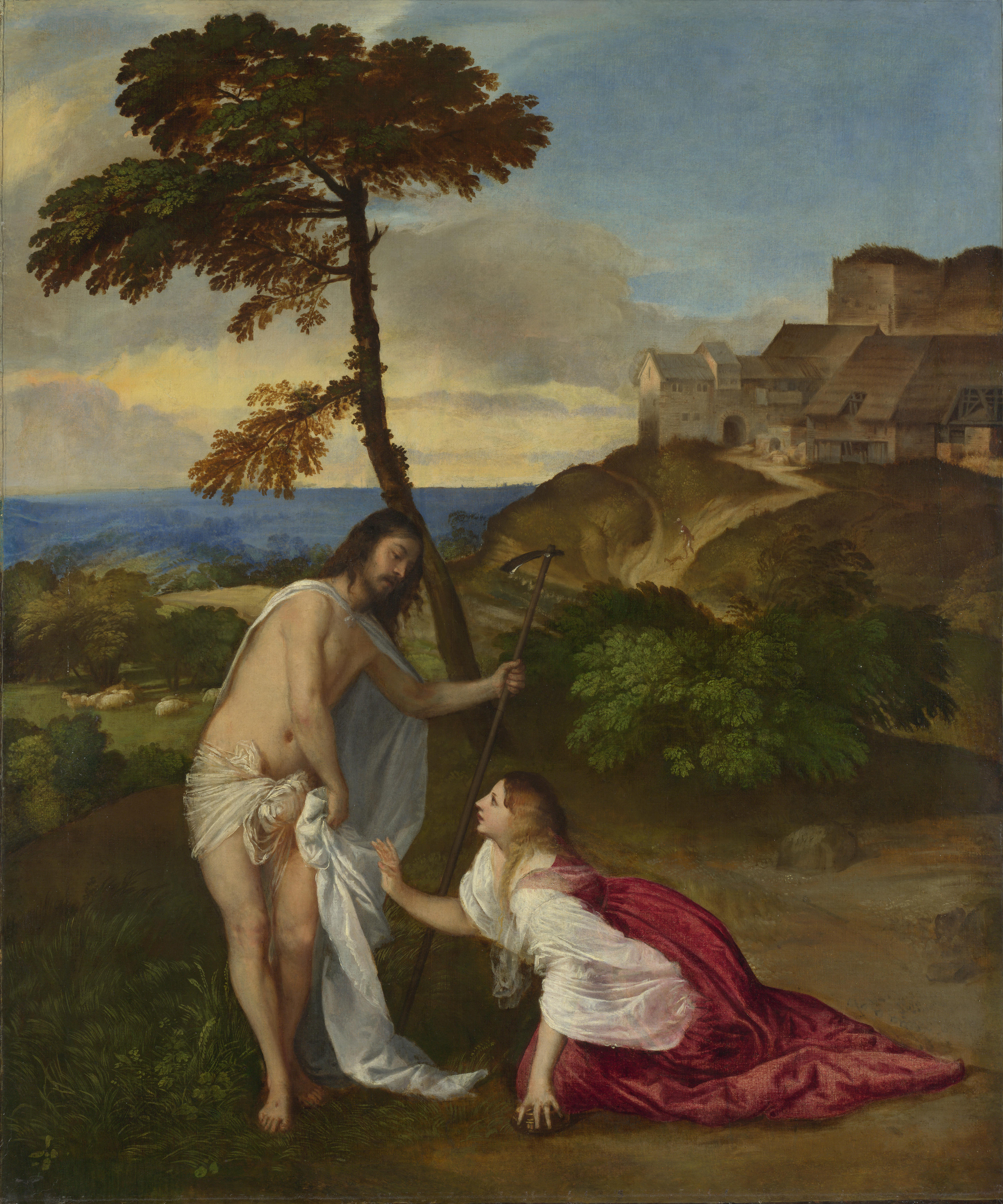
Noli me tangere par le Titien.
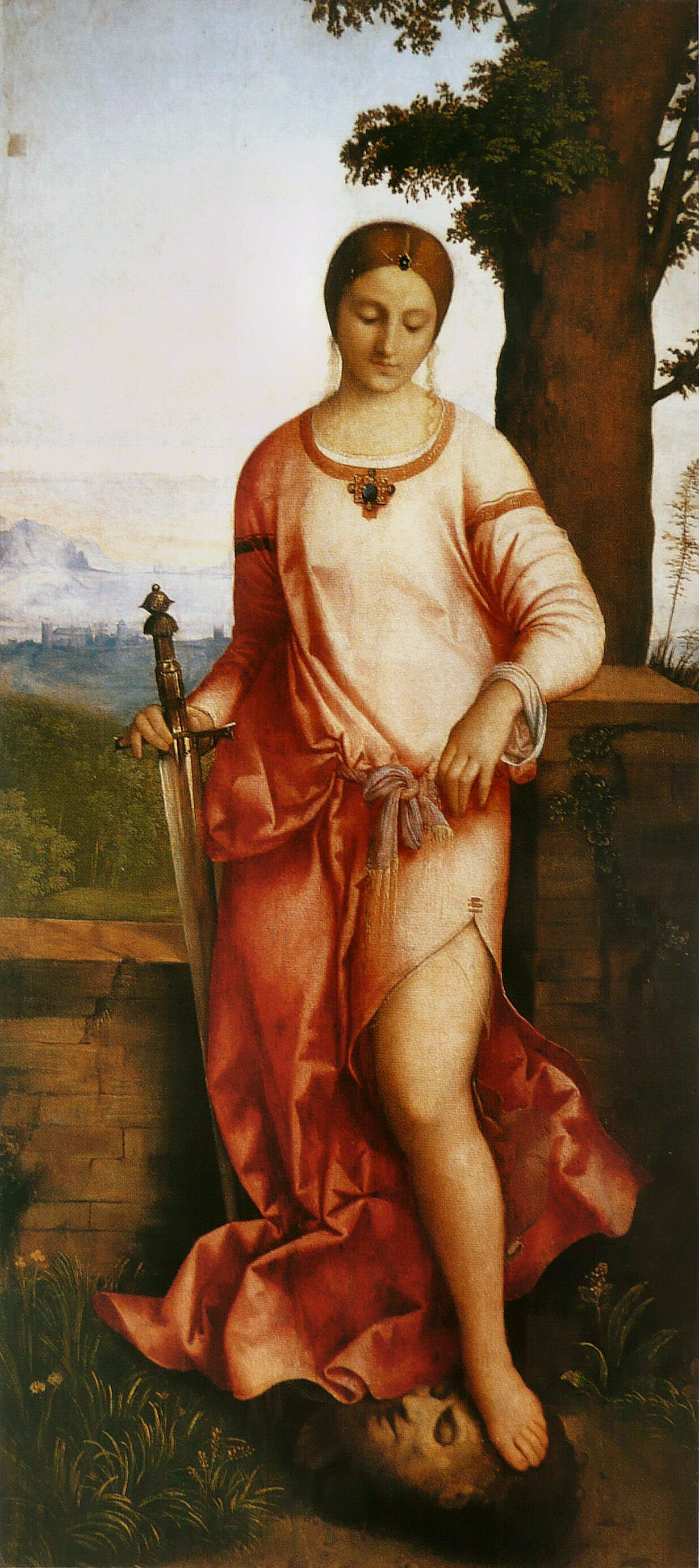
La Judith de Giorgione.
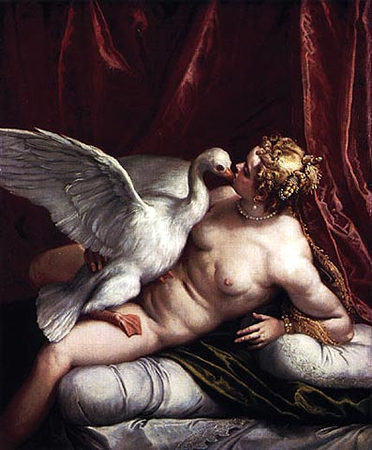
Léda et le cygne par Véronèse.

## Iconographie
- Le portrait à mi-corps de Pierre-Vincent Bertin par Hyacinthe Rigaud a été peint en 1685, dans un environnement de palais imaginaire, à l'instar des effigies produites par Antoine Van Dyck que Rigaud admirait[9]. Bertin déboursa 300 livres ce qui correspond au tableau passé par le jeu des héritages dans l'ancienne collection Embrach puis dans l'ancienne collection Rau[10]. Ce portrait a été gravé en contrepartie par Pierre Drevet en 1688, « figure jusqu'aux genoux. L’estampe de moyenne grandeur. Elle est sans inscription […][11]. »

- Quelques années plus tard, en 1689, Bertin revit ses prétentions à la baisse et ne sollicita de Nicolas de Largillierre qu'un modeste buste drapé devant un fond de paysage[12]. Ce tableau sera gravé par Cornelius Martinus Vermeulen (ca 1644-ca 1708) en 1694, en contrepartie, et agrémenté d'un rebord de pierre[13].

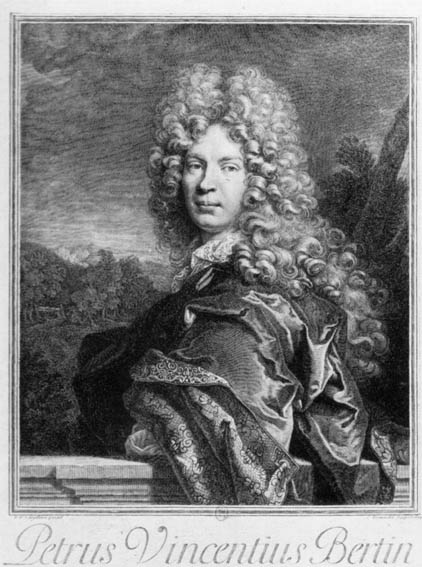
Bertin par Vermeulen (1694) d'après Nicolas de Largillierre.
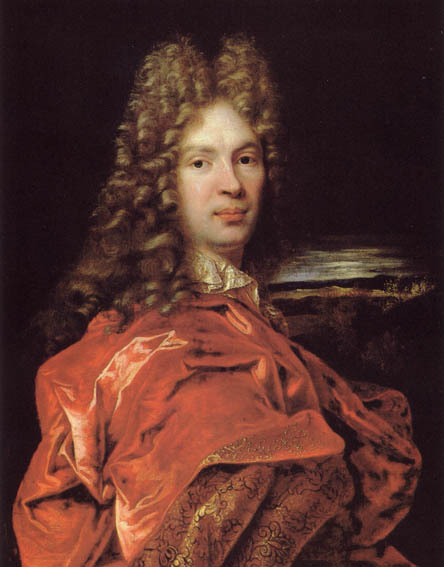
Bertin par Nicolas de Largillierre(1689), musée de l'Ermitage, Saint-Pétersbourg.